# Distretto di Yommalath
Il distretto di Yommalath è uno dei nove distretti (mueang) della provincia di Khammouan, nel Laos. Ha come capoluogo la città di Yommalath.